# Zoltán Kelemen
Zoltán Kelemen (Budapest, Hungría, 4 de octubre de 1958) es un gimnasta artístico húngaro, que logró ser medallista de bronce olímpico en 1980 en el concurso por equipos.

## 1980
En los JJ. OO. de Moscú gana el bronce en el concurso por equipos, tras la Unión Soviética (oro) y Alemania del Este (plata), siendo sus compañeros de equipo: Zoltán Magyar, György Guczoghy, Ferenc Donáth, Péter Kovács y István Vámos.